# Tominanga
Tominanga – rodzaj ryb aterynokształtnych z rodziny Telmatherinidae, klasyfikowanej też jako podrodzina tęczankowatych.

## Klasyfikacja
Gatunki zaliczane do tego rodzaju:
- Tominanga aurea
- Tominanga sanguicauda